# Beczka śmiechu

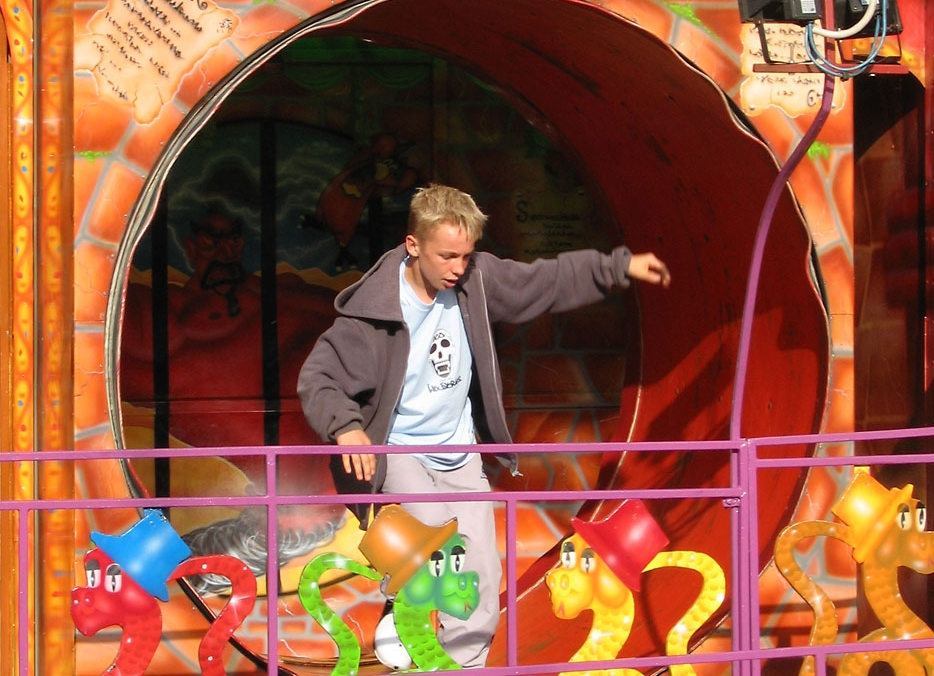
Chłopiec bawiący się w beczce śmiechu

Beczka śmiechu – atrakcja w wesołym miasteczku w postaci poziomego, obracającego się cylindra, w którym należy próbować utrzymać równowagę.
Beczki śmiechu są często częścią lunaparkowych  gabinetów śmiechu, gdzie można znaleźć więcej podobnych urządzeń rekreacyjnych.
Sformułowanie beczka śmiechu, jak również pochodzące od niego potoczne słowo beka funkcjonuje również w języku polskim jako określenie śmiesznej sytuacji.